# Лійспиллу
Лі́йспиллу (ест. Liispõllu küla) — село в Естонії, у волості Кастре повіту Тартумаа.

## Населення
Чисельність населення на 31 грудня 2011 року становила 13 осіб.

## Історія
До 24 жовтня 2017 року село входило до складу волості Винну.